# Gave d'Aspe
La gave d'Aspe è un corso d'acqua che scorre per intero nel dipartimento dei Pirenei Atlantici. Esso bagna la valle d'Aspe, che è una delle tre valli dell'Alto Béarn.
Esso nasce nel cirque d'Aspe, ai piedi del Monte Aspe (2.643 m s.l.m.), nel lato spagnolo della frontiera, ad ovest del Passo del Somport. Nel comune di Oloron-Sainte-Marie si unisce alla gave d'Ossau per formare la gave d'Oloron.
L'insieme formato dalla gave d'Aspe e il Lourdios è repertoriato come sito di interesse comunitario di Natura 2000.

## Principali affluenti
(S) = alla sinistra orografica; (D) = alla destra orografica
- (S) il torrente d'Espélunguère, 3.4 km
- (D) il torrente d'Arnousse, 5.2 km
- (D) il Larry, 4.6 km
- (S) la gave du Baralet, 7 km
- (D) il Sescoué[1], 8.8 km, a Etsaut (chemin de la mâture[2]) dalla Baigt de Sencours[3]
- (S) la gave de Bélonce, 8.5 km
- (D) il Sadum, 5.9 km, di Busteigt e d'Ourtasse
- (D) l'Escuarpe, 5.4 km, a Escot (Cette-Eygun)
- (S) la gave de Lescun, 12.6 km
- (D) la Berthe, 8.8 km, d'Accous
- (S) il Malugar, 7 km, da Athas
- (S) l'Arricq[4] d'Osse, 5.6 km
- (D) il Gabarret o gave d'Aydius, 12.6 km
- (S) l'Apous, 3.9 km, a Sarrance, dal Bos d'Apous
- (D) il Barrescou, 9.7 km, a Escot, dal passo di Marie-Blanque
- (S) il Gave de Lourdios, 20.8 km
- (D) l'Ourtau, 12.8 km, a Eysus, dal bois de la Quinte
- (D) l'Arrigouli o Branas, 4.6 km, a Eysus, dal bois de Bager.

## Comuni attraversati
| - Accous - Asasp-Arros - Bidos - Borce - Cette-Eygun - Escot | - Etsaut - Eysus - Gurmençon - Lées-Athas - Lescun - Lurbe-Saint-Christau | - Oloron-Sainte-Marie - Osse-en-Aspe - Sarrance - Urdos |